# Aminata Mbengue Ndiaye

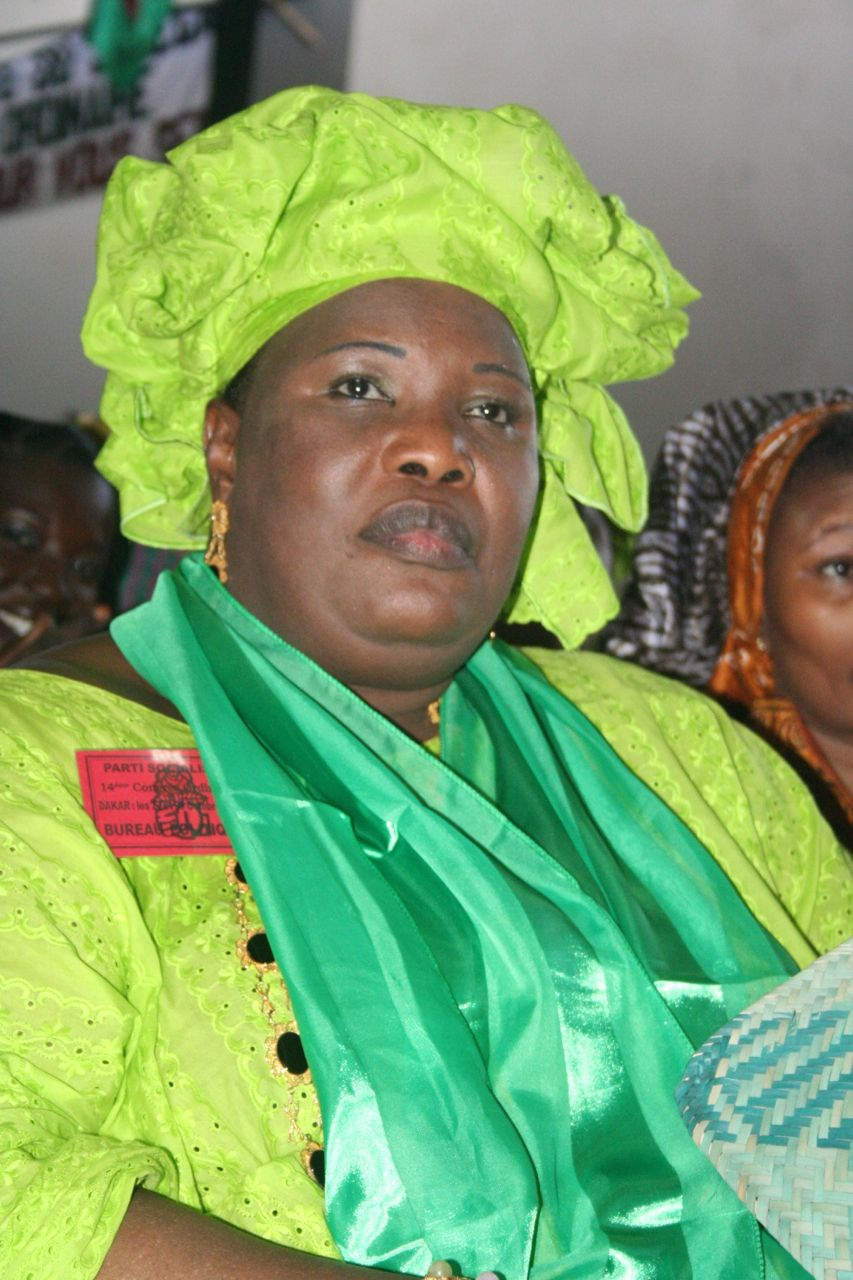
Aminata Mbengue Ndiaye

Aminata Mbengue Ndiaye là một chính trị gia người Senegal. Năm 2012, bà được bổ nhiệm làm Bộ trưởng Chăn nuôi và Chăn nuôi trong chính phủ của Thủ tướng Abdou Mbaye và từ năm 2014 dưới chính phủ của Thủ tướng Mahammad Boun Abdallah Dionne cho đến ngày 5 tháng 4 năm 2019, khi bà được bổ nhiệm làm Bộ trưởng Bộ Thủy sản và Kinh tế Hàng hải Pêches et de l'Economie. Bà cũng đảm nhận cương vị là thị trưởng của Louga, và hiện đang là chủ tịch của phong trào phụ nữ của Đảng Xã hội Sénégal. Trước đây, Ndiaye từng là Bộ trưởng Phụ nữ, Trẻ em và Gia đình, cũng như Bộ trưởng Phát triển Xã hội và Đoàn kết Quốc gia dưới sự chủ trì của Abdou Diouf.
Ndiaye là một thành viên của Quốc hội Liên minh châu Phi.

## Tiểu sử
Sinh ra bởi El Hadj Ali Mbengue, một công chức, ở Louga, Sénégal. Bà đã tham dự Lycée Ahmed Fall ở Saint-Louis và sau đó là Lycée Kennedy trước khi tham gia khóa học kỹ thuật khai quật của École Normale và École national d'économie appliqué (ENEA). Bà đồng thời cũng là thành viên của đội bóng rổ quốc gia Sénégal tại Đại hội thể thao toàn châu Phi lần thứ hai ở Lagos, Nigeria năm 1973.